# Porsö, Raseborg
Porsö är en ö i Finland.   Den ligger i kommunen Raseborg i den ekonomiska regionen  Raseborg  och landskapet Nyland, i den södra delen av landet, 120 km väster om huvudstaden Helsingfors. Arean är 1,00 kvadratkilometer.
Terrängen på Porsö är mycket platt. Öns högsta punkt är 25 meter över havet. Den sträcker sig 1,5 kilometer i nord-sydlig riktning, och 1,0 kilometer i öst-västlig riktning.